# USA:s silverdollar från 1804
USA:s silverdollar från 1804 (1804 Silver Dollar eller Bowed Liberty Dollar) är ett berömt amerikanskt dollarmynt med en särskild historia. 

## Class I
| Class I Specimens | Class I Specimens              | Class I Specimens |
| Bild              | Namn                           | Noteringar |
| ----------------- | ------------------------------ | --- |
|                   | U.S. Mint Specimen             | |
|                   | Stickney - Eliasberg Specimen  | |
|                   | Cohen - ANA Specimen           | Stulen 1967 från Willis DuPont; återfunnen 1993. Finns för närvarande på American Numismatic Association Museum i Colorado Springs. |
|                   | Mickley - Reed Hawn Specimen   | Såld på aktion för $3,725,000 av Heritage Auction Galleries i maj 2008                                                              |
|                   | Parmelee - Byron Reed Specimen | Tidigare ägt av Byron Reed; numera i Durham Western Heritage Museum, Omaha. ICG Proof-64.                                           |
|                   | Dexter Specimen                | |
|                   | Watters-Childs Specimen        | |
|                   | King of Siam Specimen          | |

## Class II

### Historik
1858-1860 präglades ett litet antal 1804-silvermynt av en anställd vid myntverket vid namn Theodore Eckfeldt. Mynten såldes sedan till myntsamlare genom en affär i Philadelphia. 